# Akamine (Automarke)
Akamine war eine brasilianische Automarke.

## Markengeschichte
Ein Unternehmen aus São Paulo begann in den 1980er Jahren mit der Produktion von Automobilen und Kit Cars. Der Markenname lautete Akamine. In der zweiten Hälfte der 1980er Jahre endete die Produktion.

## Fahrzeuge
Ein Sportwagen-Modell von 1987 war der Nachfolger des Malzoni GTM von Malzoni. Die Basis bildete ein Fahrgestell von Volkswagen do Brasil, das um 30 cm gekürzt wurde. Ein Vierzylinder-Boxermotor mit 1600 cm³ Hubraum war im Heck montiert und trieb die Fahrzeuge an. Zur Wahl standen Coupé und Cabriolet.
Außerdem entstanden VW-Buggies auf VW-Fahrgestell. Motoren mit 1200 cm³, 1500 cm³ und 1600 cm³ Hubraum sind überliefert.